# Zachaeus kervillei
Zachaeus kervillei is een hooiwagen uit de familie echte hooiwagens (Phalangiidae).